# Launchpad (網站)
Launchpad（发射台）是Canonical有限公司所架设的网站，是一个提供维护、支持或联络Ubuntu开发者的平台。其中Launchpad提供了在线编译软件的功能，使用者可以自由的参与Ubuntu或相关自由软件的开发或编译工作。而使用者也可以利用该网站的汇报机制来汇报相关软件的Bug，或者进一步提供建议。

## 相關連結
- Ubuntu正體中文Wiki - Launchpad （页面存档备份，存于）→詳細的使用說明及教學